# Takoua Chabchoub
Takoua Chabchoub, née le 10 mars 1993, est une handballeuse tunisienne.
Elle évolue au poste d'arrière gauche avec le Handball gardéen, après être passée par l'OGC Nice Côte d'Azur Handball à partir de 2017. Elle fait également partie de l'équipe de Tunisie, avec laquelle elle participe au championnat du monde 2017 en Allemagne,.

## Palmarès
En équipe nationale
- 24e place au championnat du monde 2017